# British Open 2022
Die Cazoo British Open 2022 waren ein Snookerturnier der World Snooker Tour der Saison 2022/23, das vom 26. September bis 2. Oktober ausgetragen wurde. Im Vorjahr war das Turnier nach 17-jähriger Unterbrechung wieder neu aufgelegt worden. Mit neuem Sponsor, dem Internetgebrauchtwagenhändler Cazoo, wechselt das Turnier nach Milton Keynes in die Marshall Arena, wo 2020/21 während der Corona-Pandemie fast die ganze Saison ausgetragen worden war. Außerdem begann das Hauptturnier erst mit der Runde der Letzten 64, bereits im August wurde in Wigan eine Qualifikationsrunde mit allen Profis ausgetragen. Eine Besonderheit blieb aber gleich: Es gab keine Setzliste und keinen Turnierbaum, nach jeder Runde wurden die nächsten Paarungen neu ausgelost.
2021 hatte Mark Williams die British Open gewonnen. Er schied diesmal bereits in der ersten Hauptrunde aus. Turniersieger wurde der Waliser Ryan Day, der in einem lange Zeit engen Finale den Nordiren Mark Allen mit 10:7 schlug. Es war sein vierter Ranglistentitel.
Das höchste Break erzielte Mark Selby, dem im Achtelfinale ein Maximum Break gelang. Es war das vierte in seiner Karriere und das neunte in der Geschichte der British Open.

## Preisgeld
Neben den Modusänderungen gab es auch eine geringfügige Änderung beim Preisgeld: Die Achtelfinalverlierer bekamen 1.000 £ mehr als im Vorjahr. Damit lag das Gesamtpreisgeld bei 478.000 £.
|                 | Preisgeld |
| --------------- | --------- |
| Sieger          | 100.000 £ |
| Finalist        | 45.000 £  |
| Halbfinalist    | 20.000 £  |
| Viertelfinalist | 12.000 £  |
| Achtelfinalist  | 8.000 £   |
| Letzte 32       | 5.000 £   |
| Letzte 64       | 3.000 £   |
| Höchstes Break  | 5.000 £   |
| Insgesamt       | 478.000 £ |

## Spielplan
Traditionell gibt es bei den British Open keinen Turnierbaum. Vor jeder Runde kommen alle teilnehmenden Spieler in den Lostopf und werden paarweise zugelost. Setzungen, um frühzeitige Aufeinandertreffen der Spitzenspieler zu verhindern, gibt es nicht.
Gegenüber dem Vorjahr wurde der Matchmodus verändert. Statt 3 Frames waren bis zum Achtelfinale 4 gewonnene Frames (Best-of-7) für den Sieg notwendig. Im Viertel- und Halbfinale erhöhte es sich jeweils um einen Gewinnframe. Wie bei den anderen größeren Turnieren wurde ein langes Finale über zwei Sessions gespielt (Best-of-19). Im Vorjahr gab es nur eine Session bis zum 6. gewonnenen Frame (Best-of-11).

### Qualifikation
Am 22. Juli wurden die ersten Begegnungen der Qualifikationsrunde ausgelost. 48 Partien fanden vorab vom 9. bis 14. August im Robin Park Leisure Centre von Wigan nahe Manchester statt. Die übrigen 16 Matches wurden aufgeschoben und am 26. September zum Auftakt des Hauptturniers in Milton Keynes ausgetragen. Matchmodus ist Best-of-7.
A = Amateurspieler, aufgrund der Q School Order of Merit auf einen frei gebliebenen Platz nachgerückt

kl. = kampflos weiter
| Spiel | Spieler 1             | Ergebnis | Spieler 2          |
| ----- | --------------------- | -------- | ------------------ |
| 1 a   | Mark Allen            | 04:04    | Stuart Carrington  |
| 2 a   | Alexander Ursenbacher | 14:14    | Ronnie O’Sullivan  |
| 3     | Anthony Hamilton      | 04:04    | Jimmy White        |
| 4     | Xiao Guodong          | 14:14    | David Lilley       |
| 5     | Jak Jones             | 24:24    | Andrew Pagett      |
| 6 a   | Ricky Walden          | 41:41    | Mark Selby         |
| 7     | Elliot Slessor        | 34:34    | Sean O’Sullivan    |
| 8     | Zak Surety            | 40:40    | Ross Muir (A)      |
| 9     | Peter Lines           | 04:04    | Robert Milkins     |
| 10    | Michael Judge         | 43:43    | Craig Steadman     |
| 11    | Andy Lee              | 34:34    | Barry Pinches      |
| 12    | Fraser Patrick        | 14:14    | Alfie Burden       |
| 13    | Michael White         | 43:43    | Noppon Saengkham   |
| 14    | Fergal O’Brien        | 41:41    | Chang Bingyu       |
| 15    | Matthew Stevens       | 14:14    | Stephen Maguire    |
| 16    | Fan Zhengyi           | 40:40    | Jamie Clarke       |
| 17    | John Astley           | 34:34    | Rod Lawler         |
| 18    | Peng Yisong           | 40:40    | Dylan Emery        |
| 19 a  | Duane Jones           | 43:43    | Barry Hawkins      |
| 20    | Mark Joyce            | 04:04    | Daniel Wells c (A) |
| 21    | Cao Yupeng            | 14:14    | Marco Fu           |
| 22    | Ben Woollaston        | 24:24    | James Cahill       |
| 23    | Joe O’Connor          | 14:14    | Chris Wakelin      |
| 24    | Jamie O’Neill         | 41:41    | David Grace        |
| 25 a  | Shaun Murphy          | 43:43    | Gary Wilson        |
| 26    | Jenson Kendrick       | 41:41    | Zhou Yuelong       |
| 27    | Mark King             | 41:41    | Lü Haotian         |
| 28    | Tom Ford              | 43:43    | Mitchell Mann      |
| 29 a  | Mark Davis            | 40:40    | Kyren Wilson       |
| 30    | Gerard Greene         | 24:24    | Sanderson Lam      |
| 31    | David Gilbert         | 04:04    | Aaron Hill         |
| 32    | Hammad Miah           | 14:14    | Ali Carter         |

| Spiel | Spieler 1             | Ergebnis | Spieler 2          |
| ----- | --------------------- | -------- | ------------------ |
| 1 a   | Mark Allen            | 04:04    | Stuart Carrington  |
| 2 a   | Alexander Ursenbacher | 14:14    | Ronnie O’Sullivan  |
| 3     | Anthony Hamilton      | 04:04    | Jimmy White        |
| 4     | Xiao Guodong          | 14:14    | David Lilley       |
| 5     | Jak Jones             | 24:24    | Andrew Pagett      |
| 6 a   | Ricky Walden          | 41:41    | Mark Selby         |
| 7     | Elliot Slessor        | 34:34    | Sean O’Sullivan    |
| 8     | Zak Surety            | 40:40    | Ross Muir (A)      |
| 9     | Peter Lines           | 04:04    | Robert Milkins     |
| 10    | Michael Judge         | 43:43    | Craig Steadman     |
| 11    | Andy Lee              | 34:34    | Barry Pinches      |
| 12    | Fraser Patrick        | 14:14    | Alfie Burden       |
| 13    | Michael White         | 43:43    | Noppon Saengkham   |
| 14    | Fergal O’Brien        | 41:41    | Chang Bingyu       |
| 15    | Matthew Stevens       | 14:14    | Stephen Maguire    |
| 16    | Fan Zhengyi           | 40:40    | Jamie Clarke       |
| 17    | John Astley           | 34:34    | Rod Lawler         |
| 18    | Peng Yisong           | 40:40    | Dylan Emery        |
| 19 a  | Duane Jones           | 43:43    | Barry Hawkins      |
| 20    | Mark Joyce            | 04:04    | Daniel Wells c (A) |
| 21    | Cao Yupeng            | 14:14    | Marco Fu           |
| 22    | Ben Woollaston        | 24:24    | James Cahill       |
| 23    | Joe O’Connor          | 14:14    | Chris Wakelin      |
| 24    | Jamie O’Neill         | 41:41    | David Grace        |
| 25 a  | Shaun Murphy          | 43:43    | Gary Wilson        |
| 26    | Jenson Kendrick       | 41:41    | Zhou Yuelong       |
| 27    | Mark King             | 41:41    | Lü Haotian         |
| 28    | Tom Ford              | 43:43    | Mitchell Mann      |
| 29 a  | Mark Davis            | 40:40    | Kyren Wilson       |
| 30    | Gerard Greene         | 24:24    | Sanderson Lam      |
| 31    | David Gilbert         | 04:04    | Aaron Hill         |
| 32    | Hammad Miah           | 14:14    | Ali Carter         |

| Spiel | Spieler 1          | Ergebnis | Spieler 2              |
| ----- | ------------------ | -------- | ---------------------- |
| 33    | Zhang Jiankang     | 04:04    | Reanne Evans           |
| 34 a  | Joe Perry          | 04:04    | Hossein Vafaei         |
| 35    | Liang Wenbo        | 42:42    | Dean Young             |
| 36    | Adam Duffy         | 41:41    | Ian Burns              |
| 37    | Rebecca Kenna      | 41:41    | Ryan Day               |
| 38    | Jamie Jones        | 14:14    | Scott Donaldson        |
| 39 a  | Anthony McGill     | 14:14    | Wu Yize                |
| 40    | Yuan Sijun         | 14:14    | Anton Kazakov          |
| 41    | Ng On Yee          | 34:34    | Ken Doherty            |
| 42 a  | Dominic Dale       | 41:41    | Jack Lisowski          |
| 43    | Tian Pengfei       | 24:24    | Sam Craigie            |
| 44    | Julien Leclercq    | 42:42    | Steven Hallworth b (A) |
| 45    | Matthew Selt       | 43:43    | Lu Ning                |
| 46 a  | Judd Trump         | 14:14    | Si Jiahui              |
| 47    | Pang Junxu         | 43:43    | Jordan Brown           |
| 48    | Thepchaiya Un-Nooh | 14:14    | Martin Gould           |
| 49    | Allan Taylor       | 43:43    | Lukas Kleckers         |
| 50    | Jimmy Robertson    | 34:34    | Louis Heathcote        |
| 51    | Ryan Thomerson     | 41:41    | Ben Mertens            |
| 52    | Ding Junhui        | 24:24    | Oliver Lines           |
| 53 a  | Yan Bingtao        | 24:24    | Oliver Brown           |
| 54 a  | Bai Langning       | 41:41    | Zhao Xintong           |
| 55    | Himanshu Jain      | 42:42    | Xu Si                  |
| 56    | Mink Nutcharut     | 42:42    | Chen Zifan             |
| 57    | Stephen Hendry     | 41:41    | Zhang Anda             |
| 58 a  | Andy Hicks         | 42:42    | John Higgins           |
| 59 a  | Lei Peifan         | 40:40    | Stuart Bingham         |
| 60    | Ashley Hugill      | 43:43    | Robbie Williams        |
| 61 a  | Mark Williams      | 14:14    | Andres Petrov          |
| 62    | (A) Zhao Jianbo    | 34:34    | Jackson Page           |
| 63 a  | Graeme Dott        | 14:14    | Luca Brecel            |
| 64    | Liam Highfield     | 40:40    | Li Hang                |

| Spiel | Spieler 1          | Ergebnis | Spieler 2              |
| ----- | ------------------ | -------- | ---------------------- |
| 33    | Zhang Jiankang     | 04:04    | Reanne Evans           |
| 34 a  | Joe Perry          | 04:04    | Hossein Vafaei         |
| 35    | Liang Wenbo        | 42:42    | Dean Young             |
| 36    | Adam Duffy         | 41:41    | Ian Burns              |
| 37    | Rebecca Kenna      | 41:41    | Ryan Day               |
| 38    | Jamie Jones        | 14:14    | Scott Donaldson        |
| 39 a  | Anthony McGill     | 14:14    | Wu Yize                |
| 40    | Yuan Sijun         | 14:14    | Anton Kazakov          |
| 41    | Ng On Yee          | 34:34    | Ken Doherty            |
| 42 a  | Dominic Dale       | 41:41    | Jack Lisowski          |
| 43    | Tian Pengfei       | 24:24    | Sam Craigie            |
| 44    | Julien Leclercq    | 42:42    | Steven Hallworth b (A) |
| 45    | Matthew Selt       | 43:43    | Lu Ning                |
| 46 a  | Judd Trump         | 14:14    | Si Jiahui              |
| 47    | Pang Junxu         | 43:43    | Jordan Brown           |
| 48    | Thepchaiya Un-Nooh | 14:14    | Martin Gould           |
| 49    | Allan Taylor       | 43:43    | Lukas Kleckers         |
| 50    | Jimmy Robertson    | 34:34    | Louis Heathcote        |
| 51    | Ryan Thomerson     | 41:41    | Ben Mertens            |
| 52    | Ding Junhui        | 24:24    | Oliver Lines           |
| 53 a  | Yan Bingtao        | 24:24    | Oliver Brown           |
| 54 a  | Bai Langning       | 41:41    | Zhao Xintong           |
| 55    | Himanshu Jain      | 42:42    | Xu Si                  |
| 56    | Mink Nutcharut     | 42:42    | Chen Zifan             |
| 57    | Stephen Hendry     | 41:41    | Zhang Anda             |
| 58 a  | Andy Hicks         | 42:42    | John Higgins           |
| 59 a  | Lei Peifan         | 40:40    | Stuart Bingham         |
| 60    | Ashley Hugill      | 43:43    | Robbie Williams        |
| 61 a  | Mark Williams      | 14:14    | Andres Petrov          |
| 62    | (A) Zhao Jianbo    | 34:34    | Jackson Page           |
| 63 a  | Graeme Dott        | 14:14    | Luca Brecel            |
| 64    | Liam Highfield     | 40:40    | Li Hang                |

### 1. Runde
Die Hauptrunde begann am 27. September in der Marshall Arena von Milton Keynes. Die Auslosung der Partien erfolgte bereits Ende August nach dem ersten Teil der Qualifikationsrunde, also bevor die aufgeschobenen Spiele in Milton Keynes ausgetragen waren.
| Spiel | Spieler 1      | Ergebnis | Spieler 2      |
| ----- | -------------- | -------- | -------------- |
| 1     | Jamie Jones    | 14:14    | Elliot Slessor |
| 2     | Zhao Xintong   | 14:14    | Stuart Bingham |
| 3     | Ding Junhui    | 14:14    | Joe Perry      |
| 4     | Zhang Jiankang | 43:43    | Jak Jones      |
| 5     | David Gilbert  | 43:43    | Lü Haotian     |
| 6     | Mark Selby     | 14:14    | Mark Joyce     |
| 7     | Jordan Brown   | 14:14    | Ng On Yee      |
| 8     | Craig Steadman | 34:34    | Ben Mertens    |
| 9     | Jack Lisowski  | 24:24    | Mitchell Mann  |
| 10    | John Higgins   | 43:43    | Yuan Sijun     |
| 11    | Graeme Dott    | 14:14    | Anthony McGill |
| 12    | David Grace    | 42:42    | Xu Si          |
| 13    | Dean Young     | 40:40    | Judd Trump     |
| 14    | Li Hang        | 41:41    | Mark Allen     |
| 15    | Andy Lee       | 40:40    | Yan Bingtao    |
| 16    | Gerard Greene  | 41:41    | Ryan Day       |

| Spiel | Spieler 1      | Ergebnis | Spieler 2      |
| ----- | -------------- | -------- | -------------- |
| 1     | Jamie Jones    | 14:14    | Elliot Slessor |
| 2     | Zhao Xintong   | 14:14    | Stuart Bingham |
| 3     | Ding Junhui    | 14:14    | Joe Perry      |
| 4     | Zhang Jiankang | 43:43    | Jak Jones      |
| 5     | David Gilbert  | 43:43    | Lü Haotian     |
| 6     | Mark Selby     | 14:14    | Mark Joyce     |
| 7     | Jordan Brown   | 14:14    | Ng On Yee      |
| 8     | Craig Steadman | 34:34    | Ben Mertens    |
| 9     | Jack Lisowski  | 24:24    | Mitchell Mann  |
| 10    | John Higgins   | 43:43    | Yuan Sijun     |
| 11    | Graeme Dott    | 14:14    | Anthony McGill |
| 12    | David Grace    | 42:42    | Xu Si          |
| 13    | Dean Young     | 40:40    | Judd Trump     |
| 14    | Li Hang        | 41:41    | Mark Allen     |
| 15    | Andy Lee       | 40:40    | Yan Bingtao    |
| 16    | Gerard Greene  | 41:41    | Ryan Day       |

| Spiel | Spieler 1             | Ergebnis | Spieler 2       |
| ----- | --------------------- | -------- | --------------- |
| 17    | Lu Ning               | 14:14    | Zhou Yuelong    |
| 18    | Ben Woollaston        | 14:14    | Mark Williams   |
| 19    | Tian Pengfei          | 41:41    | Jimmy Robertson |
| 20    | Robbie Williams       | 14:14    | Lukas Kleckers  |
| 21    | Anthony Hamilton      | 14:14    | Jamie Clarke    |
| 22    | Kyren Wilson          | 41:41    | Barry Hawkins   |
| 23    | Noppon Saengkham      | 04:04    | Fraser Patrick  |
| 24    | Chen Zifan            | 43:43    | Ross Muir       |
| 25    | John Astley           | kl.      | Chang Bingyu    |
| 26    | Thepchaiya Un-Nooh    | 42:42    | Matthew Stevens |
| 27    | Xiao Guodong          | 14:14    | Peter Lines     |
| 28    | Alexander Ursenbacher | 41:41    | Joe O’Connor    |
| 29    | Dylan Emery           | 42:42    | Cao Yupeng      |
| 30    | Gary Wilson           | 04:04    | Zhang Anda      |
| 31    | Zhao Jianbo           | 14:14    | Ian Burns       |
| 32    | Steven Hallworth      | 04:04    | Hammad Miah     |

| Spiel | Spieler 1             | Ergebnis | Spieler 2       |
| ----- | --------------------- | -------- | --------------- |
| 17    | Lu Ning               | 14:14    | Zhou Yuelong    |
| 18    | Ben Woollaston        | 14:14    | Mark Williams   |
| 19    | Tian Pengfei          | 41:41    | Jimmy Robertson |
| 20    | Robbie Williams       | 14:14    | Lukas Kleckers  |
| 21    | Anthony Hamilton      | 14:14    | Jamie Clarke    |
| 22    | Kyren Wilson          | 41:41    | Barry Hawkins   |
| 23    | Noppon Saengkham      | 04:04    | Fraser Patrick  |
| 24    | Chen Zifan            | 43:43    | Ross Muir       |
| 25    | John Astley           | kl.      | Chang Bingyu    |
| 26    | Thepchaiya Un-Nooh    | 42:42    | Matthew Stevens |
| 27    | Xiao Guodong          | 14:14    | Peter Lines     |
| 28    | Alexander Ursenbacher | 41:41    | Joe O’Connor    |
| 29    | Dylan Emery           | 42:42    | Cao Yupeng      |
| 30    | Gary Wilson           | 04:04    | Zhang Anda      |
| 31    | Zhao Jianbo           | 14:14    | Ian Burns       |
| 32    | Steven Hallworth      | 04:04    | Hammad Miah     |

### 2. Runde
Die 2. Runde wurde am 28. und 29. September (jeweils eine Session) ausgetragen.
| Spiel | Spieler 1        | Ergebnis | Spieler 2        |
| ----- | ---------------- | -------- | ---------------- |
| 1     | Ding Junhui      | 42:42    | Robbie Williams  |
| 2     | Zhao Jianbo      | 41:41    | Yuan Sijun       |
| 3     | Ben Woollaston   | 14:14    | Jak Jones        |
| 4     | Barry Hawkins    | 43:43    | Steven Hallworth |
| 5     | Yan Bingtao      | 43:43    | Jordan Brown     |
| 6     | Anthony Hamilton | 34:34    | Joe O’Connor     |
| 7     | Gary Wilson      | 42:42    | Mark Allen       |
| 8     | Xu Si            | 40:40    | Judd Trump       |

| Spiel | Spieler 1        | Ergebnis | Spieler 2        |
| ----- | ---------------- | -------- | ---------------- |
| 1     | Ding Junhui      | 42:42    | Robbie Williams  |
| 2     | Zhao Jianbo      | 41:41    | Yuan Sijun       |
| 3     | Ben Woollaston   | 14:14    | Jak Jones        |
| 4     | Barry Hawkins    | 43:43    | Steven Hallworth |
| 5     | Yan Bingtao      | 43:43    | Jordan Brown     |
| 6     | Anthony Hamilton | 34:34    | Joe O’Connor     |
| 7     | Gary Wilson      | 42:42    | Mark Allen       |
| 8     | Xu Si            | 40:40    | Judd Trump       |

| Spiel | Spieler 1       | Ergebnis | Spieler 2        |
| ----- | --------------- | -------- | ---------------- |
| 9     | Jamie Jones     | 14:14    | Chang Bingyu     |
| 10    | Graeme Dott     | 34:34    | Xiao Guodong     |
| 11    | Craig Steadman  | 42:42    | Matthew Stevens  |
| 12    | Mark Selby      | 24:24    | Cao Yupeng       |
| 13    | Ross Muir       | 40:40    | Lü Haotian       |
| 14    | Lu Ning         | 41:41    | Jack Lisowski    |
| 15    | Jimmy Robertson | 41:41    | Ryan Day         |
| 16    | Zhao Xintong    | 41:41    | Noppon Saengkham |

| Spiel | Spieler 1       | Ergebnis | Spieler 2        |
| ----- | --------------- | -------- | ---------------- |
| 9     | Jamie Jones     | 14:14    | Chang Bingyu     |
| 10    | Graeme Dott     | 34:34    | Xiao Guodong     |
| 11    | Craig Steadman  | 42:42    | Matthew Stevens  |
| 12    | Mark Selby      | 24:24    | Cao Yupeng       |
| 13    | Ross Muir       | 40:40    | Lü Haotian       |
| 14    | Lu Ning         | 41:41    | Jack Lisowski    |
| 15    | Jimmy Robertson | 41:41    | Ryan Day         |
| 16    | Zhao Xintong    | 41:41    | Noppon Saengkham |

### Achtelfinale
Die 8 Partien des Achtelfinals wurden in der Abendsession am 29. September ausgetragen.
| Spiel | Spieler 1        | Ergebnis | Spieler 2        |
| ----- | ---------------- | -------- | ---------------- |
| 1     | Mark Selby       | 14:14    | Jack Lisowski    |
| 2     | Anthony Hamilton | 43:43    | Yuan Sijun       |
| 3     | Jamie Jones      | 24:24    | Ben Woollaston   |
| 4     | Robbie Williams  | 34:34    | Steven Hallworth |

| Spiel | Spieler 1        | Ergebnis | Spieler 2        |
| ----- | ---------------- | -------- | ---------------- |
| 1     | Mark Selby       | 14:14    | Jack Lisowski    |
| 2     | Anthony Hamilton | 43:43    | Yuan Sijun       |
| 3     | Jamie Jones      | 24:24    | Ben Woollaston   |
| 4     | Robbie Williams  | 34:34    | Steven Hallworth |

| Spiel | Spieler 1        | Ergebnis | Spieler 2       |
| ----- | ---------------- | -------- | --------------- |
| 5     | Mark Allen       | 34:34    | Judd Trump      |
| 6     | Graeme Dott      | 42:42    | Ryan Day        |
| 7     | Noppon Saengkham | 04:04    | Jordan Brown    |
| 8     | Lü Haotian       | 14:14    | Matthew Stevens |

| Spiel | Spieler 1        | Ergebnis | Spieler 2       |
| ----- | ---------------- | -------- | --------------- |
| 5     | Mark Allen       | 34:34    | Judd Trump      |
| 6     | Graeme Dott      | 42:42    | Ryan Day        |
| 7     | Noppon Saengkham | 04:04    | Jordan Brown    |
| 8     | Lü Haotian       | 14:14    | Matthew Stevens |

### Viertelfinale
Die 4 Partien des Viertelfinals fanden am 30. September statt. Die Zahl der Gewinnframes erhöhte sich um 1 auf 5.
| Spiel | Spieler 1        | Ergebnis | Spieler 2   |
| ----- | ---------------- | -------- | ----------- |
| 1     | Mark Selby       | 53:53    | Mark Allen  |
| 2     | Noppon Saengkham | 35:35    | Jamie Jones |

| Spiel | Spieler 1        | Ergebnis | Spieler 2   |
| ----- | ---------------- | -------- | ----------- |
| 1     | Mark Selby       | 53:53    | Mark Allen  |
| 2     | Noppon Saengkham | 35:35    | Jamie Jones |

| Spiel | Spieler 1       | Ergebnis | Spieler 2  |
| ----- | --------------- | -------- | ---------- |
| 3     | Ryan Day        | 45:45    | Yuan Sijun |
| 4     | Robbie Williams | 15:15    | Lü Haotian |

| Spiel | Spieler 1       | Ergebnis | Spieler 2  |
| ----- | --------------- | -------- | ---------- |
| 3     | Ryan Day        | 45:45    | Yuan Sijun |
| 4     | Robbie Williams | 15:15    | Lü Haotian |

### Halbfinale
Wer ins Finale einzieht, entschied sich in den beiden Sessions am Samstag. Wer zuerst 6 Frames in seiner Partie gewonnen hatte, erreichte das Endspiel.
| Spiel | Spieler 1  | Ergebnis | Spieler 2        |
| ----- | ---------- | -------- | ---------------- |
| 1     | Mark Allen | 16:16    | Noppon Saengkham |

| Spiel | Spieler 1  | Ergebnis | Spieler 2        |
| ----- | ---------- | -------- | ---------------- |
| 1     | Mark Allen | 16:16    | Noppon Saengkham |

| Spiel | Spieler 1 | Ergebnis | Spieler 2       |
| ----- | --------- | -------- | --------------- |
| 2     | Ryan Day  | 56:56    | Robbie Williams |

| Spiel | Spieler 1 | Ergebnis | Spieler 2       |
| ----- | --------- | -------- | --------------- |
| 2     | Ryan Day  | 56:56    | Robbie Williams |

### Finale
Mark Allen hatte mit Judd Trump und Mark Selby zuvor zwei Favoriten besiegt und galt deshalb nicht nur wegen seiner besseren Platzierung in der Weltrangliste als Favorit. Ryan Day hatte dagegen die letzten beiden Runden erst im Decider gewonnen. Trotzdem verlief die Nachmittagssession ausgeglichen, die Führung wechselte zwischen den beiden, aber keiner konnte einen Vorsprung von 2 Frames herausspielen. Am Abend setzte sich das Wechselspiel fort, wobei Allen dreimal in Führung ging. Beim Stand von 7:6 gelang Day aber nicht nur umgehend wieder der Ausgleich, mit Breaks von 70 bzw. 84 Punkten gewann er auch die nächsten beiden Frames. Damit lag er nicht nur als erster Spieler mit zwei Frames Vorsprung vorne, ihm fehlte auch nur noch ein Frame zum Sieg. Im 16. Frame ging der Waliser erneut mit einem höheren Break in Führung, konnte aber nicht vollenden. Allen kam noch einmal auf 39:49 heran, dann nutzte Day eine weitere Chance und holte 20 weitere Punkte zum 10:7-Sieg. Nach mehreren Siegen bei kleineren Profiturnieren war es für den 42-jährigen Day der größte Erfolg auf der Snookertour.
| Finale: Best of 19 Frames Schiedsrichter/in: Maike Kesseler Marshall Arena, Milton Keynes, England, 2. Oktober 2022 |                |          |
| Mark Allen | 7:10           | Ryan Day |
| Nachmittagssession:: 126:0 (126), 0:135 (58,77), 0:77 (73), 75:12 (75), 105:0 (105), 36:91 (58), 15:76 (54), 60:0 Abendsession:: 81:37, 1:67 (58), 66:6 (53), 0:86 (79), 65:57, 15:78 (74), 25:96 (70), 0:84 (84), 39:69 |                |          |
| 126 | Höchstes Break | 84       |
| 2 | Century-Breaks | –        |
| 4 | 50+-Breaks     | 10       |

## Century-Breaks
44 Spieler erzielten im gesamten Turnier zusammen 87 Century-Breaks. Mark Selby gelang im Achtelfinale ein „perfektes Break“ von 147 Punkten. Insgesamt gelangen ihm 6 Breaks von 100 oder mehr Punkten, 2 weniger als dem Finalisten Mark Allen, der mit 8 Centurys der erfolgreichste Breakbuilder war.
| Mark Selby       | 147, 123, 117, 110, 109, 103           |
| Mark Allen       | 143, 133 (2×), 126 (2×), 105 (2×), 100 |
| Andy Hicks       | 143, 110                               |
| David Grace      | 143                                    |
| Lü Haotian       | 141, 131                               |
| Jamie Jones      | 139, 125 (2×)                          |
| Graeme Dott      | 139, 110                               |
| Judd Trump       | 139, 130, 109, 100                     |
| Anthony Hamilton | 138, 135, 126, 102, 100 x              |
| Gary Wilson      | 137                                    |
| Barry Hawkins    | 134, 120, 102                          |
| Jordan Brown     | 134, 112                               |
| Robbie Williams  | 134                                    |
| John Higgins     | 132 (2×)                               |
| Jack Lisowski    | 132, 119, 111                          |
| Steven Hallworth | 130 x, 108                             |
| Li Hang          | 130 x, 107 x                           |
| Ben Woollaston   | 130 x                                  |
| Ian Burns        | 129 x                                  |
| Ross Muir        | 128 x                                  |
| Ding Junhui      | 128 x                                  |
| Zhao Xintong     | 128, 112, 101                          |

| Joe O’Connor     | 127 x                       |
| Ryan Day         | 124, 103                    |
| Matthew Selt     | 122 x                       |
| John Astley      | 121 x                       |
| Xiao Guodong     | 119                         |
| Ben Mertens      | 117                         |
| Yan Bingtao      | 117, 101                    |
| Noppon Saengkham | 116, 113, 109 x, 104 x, 102 |
| Yuan Sijun       | 113                         |
| Shaun Murphy     | 112                         |
| Lukas Kleckers   | 111 x, 110 x                |
| Julien Leclercq  | 109 x, 103 x                |
| Zhao Jianbo      | 105 x                       |
| Matthew Stevens  | 104                         |
| David Gilbert    | 103, 100 x                  |
| Elliot Slessor   | 103 x                       |
| Pang Junxu       | 102 x                       |
| Ashley Hugill    | 101 x                       |
| Craig Steadman   | 101                         |
| Chang Bingyu     | 100 x                       |
| Andrew Pagett    | 100 x                       |
| Louis Heathcote  | 100 x                       |